# Гросс, Виллем Иоханнович
Виллем Иоханнович Гросс (эст. Villem Gross; 11 января 1922, Тарту — 6 апреля 2001, Таллин) — эстонский советский писатель и драматург. Заслуженный писатель Эстонской ССР (1975). Лауреат Литературной премии Эстонской ССР имени Юхана Смуула (1978).

## Биография
Родился в 1922 году в Тарту, в тот же год семья переехала в Кохтла-Ярве, где его отец работал шахтером. Учился в средней школе в Йыхви, не нерегулярно — приходилось работать: батраком на хуторах, на стройках и на других случайных работах.
В августе 1940 года вступил в комсомол, был комсоргом в школе, а с лета 1941 года — инструктором Вирумаского комитета ЛКСМЭ.
Летом 1941 года перешёл в 10-й класс, но война прервала учёбу, в 19 лет был призван в армию.
Участник Великой Отечественной войны, в РККА с июля 1941 года, младший сержант, разведчик 482 отдельной разведроты 7-й Эстонской стрелковой дивизии. Участвовал в боевых действиях на Калининском, 2-м Прибалтийском и Ленинградском фронтах. Награждён Орденом Славы III степени (1944) за то, что в сентябре 1944 года перед форсированием дивизией одной из рек при разведке вскрыл наблюдательные пункты противника, два пулемётных гнезда, несколько снайперских позиций — по его данным эти точки были уничтожены. Также награждён медалью «За победу над Германией» (1945), Орденом Отечественной войны II степени (1985).
В 1946 году, демобилизовавшись, начал работать в редакции газеты «Талурахвалехт» («Крестьянская газета»).
Член КПСС с 1946 года. В 1951 году принят в члены Союза писателей Эстонской ССР.
В 1951—1955 годах работал в редакции республиканской газеты «Голос народа» («Rahva Hääle»), руководя в ней отделом литературы и искусства.
В 1955—1956 годах — в литературном отделе газеты «Серп и молот» («Sirp ja Vasar»).
В 1956—1959 годах — главный секретарь редакции молодежного журнала «Молодёжь» («Noorus»).
В 1971—1976 годах — секретарь правления Союза писателей Эстонской ССР.
Умер в 2001 году в Таллине.

## Награды и звания
Заслуженный писатель Эстонской ССР (1975).
Лауреат Литературной премии Эстонской ССР имени Юхана Смуула (1978) — за роман «Мотивы молчания».
Награждён орденами «Знак Почёта» (1972) и Трудового Красного Знамени (1986).
За участие в войне награждён орденами Славы III степени (1944) и Отечественной войны II степени (1985), медалями.

## Творчество
Первые литературные опыты относятся к времени службы в армии, писал небольшие пьески для красноармейской самодеятельности.
В 1949 году в альманахе молодых авторов появилась повесть В. Гросса «Молодежь», появляются его рассказы и очерки.
Автор пьес о жизни и быте эстонских колхозников «Лёд тает» (1950) и «В большой семье» (1951), ставившихся театрами в Раквере и Курессааре, пьесы «Анкета» (1954) поставленной Таллинским драмтеатром им. Кингисеппа.
Автор романов «Крылья расправляются», «Продается недостроенный индивидуальный дом», «Цена опыта», «Одноклассники», «Зимний отпуск», «Мотивы умолчания», «В перегруженной лодке».
В 1987—1988 годах в издательстве «Ээсти раамат» вышел трёхтомник «Избранные произведения».
Произведения писателя переведены на несколько языков.
По роману «Зимний отпуск» в 1978 году киностудией «Таллинфильм» снят фильм «Зимний отпуск» (в оригинале — «Женщина топит баню»).

В романе «Зимний отпуск» (1975) рассматриваются актуальные нравственные проблемы нашей жизни; трудолюбие и высокие моральные качества героини произведения, уходящие корнями в трудовую, крестьянскую почву, противопоставлены здесь как старозаветному, так и современному «интеллектуальному» мещанству. Роман экранизирован.— Писатели Советской Эстонии: биобиблиографический словарь / Нафтолий Бассель. — Ėėsti raamat, 1984. — 255 с. — стр. 49
В 1999 году написал роман «Вниз с Ласнамяэ» (эст. «Lasnamäelt alla», на русский не переведён).